# Dichiarazione di Madrid
La Dichiarazione di Madrid stabilisce una serie di raccomandazioni che hanno come fine la creazione di una condivisa politica europea per il turismo a cui tutti i Paesi membri dell'UE sono chiamati a uniformarsi. 

## Contenuto
È stata approvata nell'Aprile del 2010 a seguito di un incontro dei Ministri per il Turismo dei vari Paesi dell'Unione europea che si tenne nella capitale spagnola (Madrid non a caso è anche la città in cui ha sede l' Organizzazione Mondiale del Turismo). All'epoca i Paesi aderenti all'Unione Europea erano 27.
L'allora commissario europeo per l'Industria con delega per il Turismo, l'italiano Antonio Tajani, ed il ministro per l'Industria spagnolo Miguel Senastian esposero i principali obiettivi del testo. 
Con tale Dichiarazione si è cercato di sostenere lo sviluppo di un turismo al tempo stesso etico e responsabile. Si è cercato quindi di supportare lo sviluppo di un turismo alla cui base ponesse il rispetto delle esigenze della sostenibilità ambientale, sociale e culturale. Sottolineando come una tale politica a livello comunitario non potesse prescindere dalla collaborazione tra i vari Stati membri, collaborazione che doveva concretizzarsi anche attraverso la diffusione e lo scambio delle "buone pratiche". Si evidenziava inoltre il valore cruciale delle nuove tecnologie e della preparazione del personale addetto al settore turistico. Si davano inoltre indicazioni su come rafforzare e migliorare l'offerta in particolar modo attraverso la diversificazione dell'offerta turistica.
Le azioni proposte dalla Dichiarazione di Madrid possono essere suddivise e raggruppate in quattro gruppi di obiettivi perseguibili da ogni singolo Paese dell'UE:
- Stimolare la competitività del settore turistico in Europa
- Promuovere lo sviluppo di un turismo sostenibile, responsabile e di qualità
- Consolidare l'immagine e la visibilità dell'Europa come insieme di destinazioni sostenibili e di qualità
- Massimizzare il potenziale delle politiche e degli strumenti finanziari dell'UE per lo sviluppo del turismo

Un altro obiettivo che ci si era posti consisteva nel cercare di migliorare e uniformare la raccolta dei dati statistici sul turismo al fine di migliorarne anche l'analisi. Inoltre durante l'incontro a cui è seguita la Dichiarazione di Madrid i vari Ministri europei concordarono sul promuovere ed incentivare un turismo più in linea con le esigenze di persone con scarsa mobilità (disabili e persone anziane) e più attraente per i nuovi turisti provenienti dai Paesi economicamente emergenti (India e Cina su tutti). Ad ogni modo alla base della carta vi è la richiesta di sostenibilità e le indicazioni per un nuovo slancio competitivo per il turismo europeo.